# Fernandoa
Fernandoa, biljni rod iz porodice katalpovki smješten u tribus paleotropske klade . Sastoji se od 15 vrsta drveća raširenog od tropske Afrike i Madagaskara do Indije, južne Kine, Indokine i zapadne Malezije . 

## Etimologija
Latinsko ime roda izvedeno je po Fernandu II portugalskom (1816.-1885.), mužu Marije II portugalske.

## Opis
Grmlje ili drveće. Listovi neparnoperasti. Cvjetovi pazušni, pojedinačni ili u kratkim grozdovima, pojavljuju se prije lišća. Čaška zvonasta. Vjenčić grimizan ili narančast sa žutim grlom; cijev kratka. Prašnika 4, svaki nosi razdvojene prašnice; staminod 1. Jajnik 2-lokularni. Cilindrična kapsula. Sjemenke krilate. 

## Vrste
1. Fernandoa abbreviata Bidgood
2. Fernandoa adenophylla (Wall. ex G.Don) Steenis
3. Fernandoa adolfi-friderici Gilg & Mildbr.
4. Fernandoa bracteata (Dop) Steenis
5. Fernandoa brilletii (Dop) Steenis
6. Fernandoa coccinea (Scott Elliot) A.H.Gentry
7. Fernandoa collignonii (Dop) Steenis
8. Fernandoa ferdinandi (Welw.) Baill. ex K.Schum.; tipična kao Fernandoa superba.
9. Fernandoa guangxiensis D.D.Tao
10. Fernandoa lutea (Verdc.) Bidgood
11. Fernandoa macrantha (Baker) A.H.Gentry
12. Fernandoa macroloba (Miq.) Steenis
13. Fernandoa madagascariensis (Baker) A.H.Gentry
14. Fernandoa magnifica Seem.
15. Fernandoa serrata (Dop) Steenis